# فرودگاه بین‌المللی ریورا
فرودگاه بین‌المللی ریورا (به انگلیسی: Rivera International Airport) (به زبان بومی: Aeropuerto Internacional Pres. Gral. Óscar D. Gestido) یک فرودگاه مسافربری با کد یاتا RVY است که یک باند فرود آسفالت دارد و طول باند آن ۱۸۳۰ متر است. این فرودگاه در شهر ریورا کشور اوروگوئه قرار دارد و در ارتفاع ۲۱۷ متری از سطح دریا واقع شده است.